# Crovizija 1992.
Crovizija bio je navodni prvi hrvatski nacionalni izbor za odabir pjesme za Pjesmu Eurovizije 1992. godine održan u Studiju 7 Hrvatske radiotelevizije 22. veljače 1992. Voditeljica izbora bila je Ksenija Urličić. Sam izbor predmet je kontroverze zbog malene količine izvora o događaju te činjenice da se mnogi, pa i sudionici, ne sjećaju njegovog održavanja.
Pobjednik Crovizije navodno je bila grupa Magazin s pjesmom »Aleluja«, no radi tehničkih problema oko pristupanja EBU-u Hrvatska nije nastupala na Pjesmi Eurovizije 1992. te se tako prvo eurovizijsko sudjelovanje Hrvatske kao samostalne države odgodilo za sljedeću godinu, kad je HRT je postao član Europske radiodifuzijske unije (EBU), 1. siječnja 1993. godine.

## Povijest
Nakon raspada Jugoslavije 1991. godine, hrvatska javna radijsko-televizijska ustanova Hrvatska radiotelevizija (HRT) organizirala je festival izbora hrvatskog predstavnika za natjecanje 1992. godine. Da je HRT bio član Europske radiodifuzijske unije (EBU) na vrijeme za natjecanje, prvo sudjelovanje Hrvatske kao samostalne države na Pjesmi Eurovizije, bila bi grupa Magazin s pjesmom »Aleluja«.

### Kontroverze
Mnogi se ne sjećaju održavanja Crovizije 1992. godine, niti da se prikazala na televiziji, kao ni navodnih pjesama koje su se natjecale. Na televizijskom programu tog datuma prikazivala se večernja emisija „Sedma noć”, zbog čega neki vjeruju da se Crovizija trebala održati u sklopu emisije. Tonči Huljić izjavio je za 24sata 2024. godine da se ne sjeća navodne pobjedničke pjesme Magazina.
Slobodna Dalmacija pisala je 5. travnja 1992. o Magazinovoj »Haleluja«, koja »s engleskom verzijom teksta ulazi u Eurovizijsku razmjenu«. Kao autori pjesme navode se Tonči Huljić, Zdenko Runjić i Stevica Cvikić.
Večernji list 10. travnja 1992. godine prenio je da se radilo o internom natječaju čiji sudionici nisu javno objavljeni, a koji je organiziran u slučaju da Hrvatska zaista bude prihvaćena na Pjesmu Eurovizije iste godine. Članak navodi da su dvojica sudionika natječaja bili Zrinko Tutić i Rajko Dujmić.

## Popis natjecateljskih pjesama
Ovo je navodni popis izvođača i njihovih pjesama:
| R. br. | Izvođač                     | Pjesma                           | Bodovi |
| ------ | --------------------------- | -------------------------------- | ------ |
| 1.     | Magazin                     | Aleluja                          | 134    |
| 2.     | Severina                    | Tvoja prva djevojka              | 125    |
| 3.     | Doris Dragović              | Dajem ti srce                    | 114    |
| 4.     | Gabi Novak                  | Odlaze dječaci, vraćaju se ljudi | 91     |
| 5.     | Tereza Kesovija             | Dubrovačka zvona                 | 84     |
| 6.     | Alka Vuica                  | Mislite na život                 | 77     |
| 7.     | Josipa Lisac i Dino Dvornik | Rušila sam mostove od sna        | 65     |
| 8.     | Funny Hill                  | Budi vatra                       | 60     |
| 9.     | Klinci s ribnjaka           | Ja neću više rasti               | 51     |
| 10.    | Maja Blagdan                | Bijele ruže                      | 40     |
| 11.    | Boa                         | Zemlja                           | 37     |
| 12.    | Nina Badrić                 | Za moje najdraže                 | 21     |
| 13.    | E.T.                        | Miami girl                       | 17     |
| 14.    | Oliver Dragojević           | Novo doba                        | 6      |
| 15.    | Leila Mehić                 | Hrabri mornar                    | 4      |
| 16.    | Mišo Kovač                  | Vrati se sine                    | 1      |